# Большая картина
«Большая картина» (англ. The Big Picture) — кинофильм режиссёра Кристофера Геста.

## Сюжет
Ник Чепмен — выпускник киношколы, и вдруг его короткий фильм завоёвывает специальный приз. Это позволяет ему заняться съёмками на достаточно высоком уровне — он даже может снимать фильм в Голливуде, тот фильм и та студия, о которых он так мечтал.
Но не всё так просто. В процессе создания фильма звёзды, менеджеры, агенты — все пользуются наивностью Ника, и от его первоначального замысла фильма не остаётся ничего. Ник теряется, не знает что делать и в результате всё-таки выпускает фильм, правда наплевав при этом на мнение своей подруги Сьюзен и лучшего друга Эммета.

## В ролях
| Актер/Актриса        | Персонаж                |
| -------------------- | ----------------------- |
| Кевин Бэйкон         | Ник Чапман              |
| Эмилия Лонгстрет     | Сьюзен Ролингс          |
| Дж. Т. Уолш          | Аллен Хабель            |
| Дженнифер Джейсон Ли | Лидия Джонсон           |
| Майкл Маккин         | Эммет Самнер            |
| Ким Мииори           | Дженни Самнер           |
| Тери Хэтчер          | Гретхен                 |
| Дэн Шнайдер          | Джонатан Тристан-Беннет |
| Уолтер Олкевич       | Бэйб Рут                |
| Джейсон Гулд         | Карл Манник             |
| Трэйси Брукс Своуп   | Лори Прессман           |
| Дон Франклин         | Тодд Марвин             |
| Гэри Крёгер          | Марк                    |
| Элис Хирсон          | госпожа Чапман          |
| Грант Оуэнс          | г. Чапман               |
| Фран Дрешер          | Поло Хабэль             |
| Сьюзи Коут           | Минди Хабэль            |
| Эдди Альберт         | M.C.                    |
| Джун Локхарт         | Джанет Кингслей         |
| Стивен Коллинз       | поверенный              |
| Родди Макдауэлл      | судья                   |
| Роберт Бауэр         | раненый солдат          |
| Владимир Скомаровски | человек в фильме Ника   |
| Си У. Хемингуэй      | Джоуи                   |
| Холли Филдс          | дочь                    |